# رادون (مکلنبورگ-فورپومرن)
رادون (به آلمانی: Raduhn) یک منطقهٔ مسکونی در آلمان است که در لویتسراند واقع شده‌است. رادون ۵۲۶ نفر جمعیت دارد.